# Kinesiska muren, Malmö

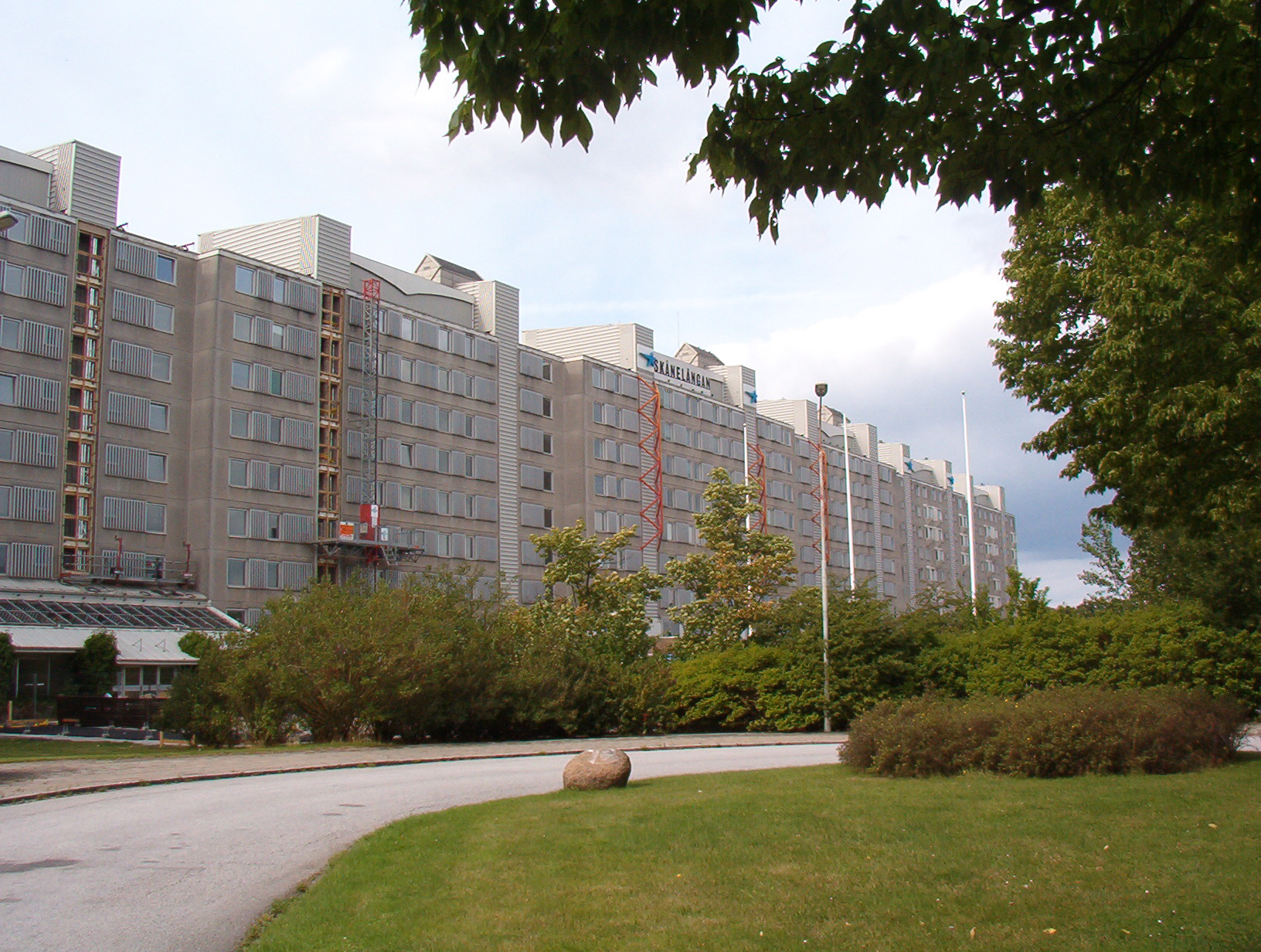
Kinesiska muren, sedd från Thomsons väg

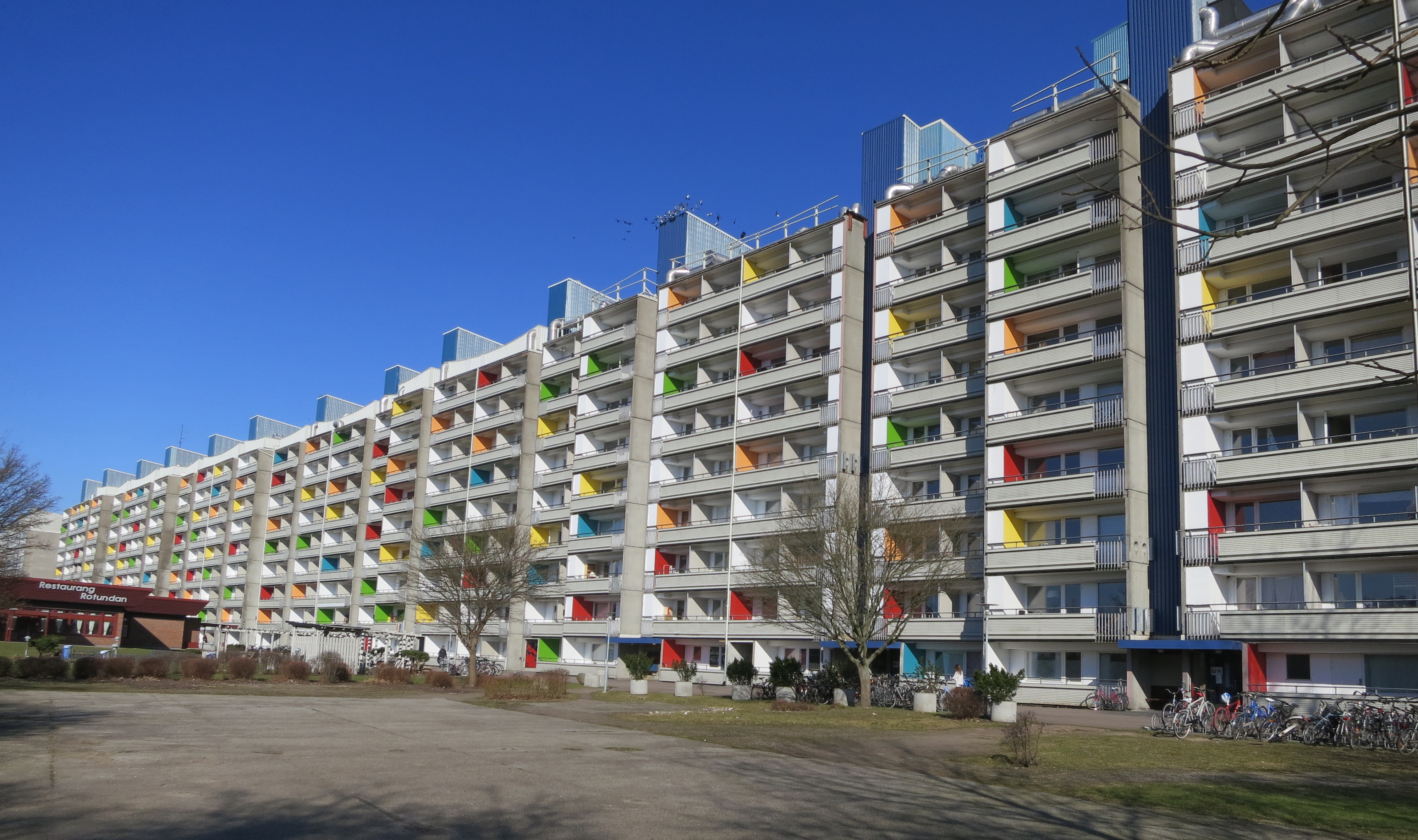
Kinesiska muren, sedd från motsatta sidan

"Kinesiska muren" är den informella benämningen på ett fastighetskomplex i stadsdelen Rosengård i Malmö.
Komplexet ligger i delområdet Kryddgården och består av två niovåningshus, Taxeringsintendenten och Taxeringsrevisorn, vilka tillsammans sträcker sig en halv kilometer längs Inre ringvägen. Höghusen byggdes av MKB 1971 och var då bland de sista i Miljonprogrammet. Då bostadsbristen vid denna tid var över gjordes en stor del av fastigheterna om till kontor på 1980-talet. Under 2000-talet byggdes bostadsrätter och studentbostäder i husen.
Fastighetskomplexet utgör Malmös längsta så kallade I-byggnad, det vill säga en långsträckt byggnad som har formen av ett liggande I.  
Den delen av komplexet som är studentboende (Taxeringsintendenten) består av totalt 665 lägenheter. 2018 fastställdes det att fastighetsbolaget Heimstaden AB förvärvar denna delen av komplexet från Shall Fastigheter AB.